# Meiffren Conte
Pour les articles homonymes, voir Conte (homonymie).
Meiffren Conte ou Comte est un peintre français, né vers 1630 à Marseille et mort vers 1705 dans la même ville.

## Biographie
Meiffren Conte complète sa formation de peintre à Rome où il est fortement influencé par Francesco Fieravino, dit le Maltais (vers 1650-1680). Il travaille à Paris et à Aix-en-Provence, puis revient s’installer à Marseille.

## Œuvres dans les collections publiques
- Narbonne
  - Musée des Beaux-Arts de Narbonne :Nature morte [2]
- Marseille :
  - musée des beaux-arts : Nature morte au vase de Chine[3].
  - musée Cantini :
    - Aiguière renversée, dague, fleurs et coquillages[4] ;
    - Brule-parfum, livre, citron et coquillages[5].
- Toulon, musée d'art : Vases en métal ciselé et riches étoffes, huile sur toile, 98 × 124 cm[6].
- Valenciennes, musée des beaux-arts : Nature morte (d'après Meiffren Conte)[7].
- Versailles, château de Versailles :
  - Nature morte au flambeau d'argent, huile sur toile, 85 × 108 cm[8] ;
  - Nature morte avec chandelier “des travaux d'Hercule” et deux aiguières.

## Galerie

Œuvres de Meiffren Conte
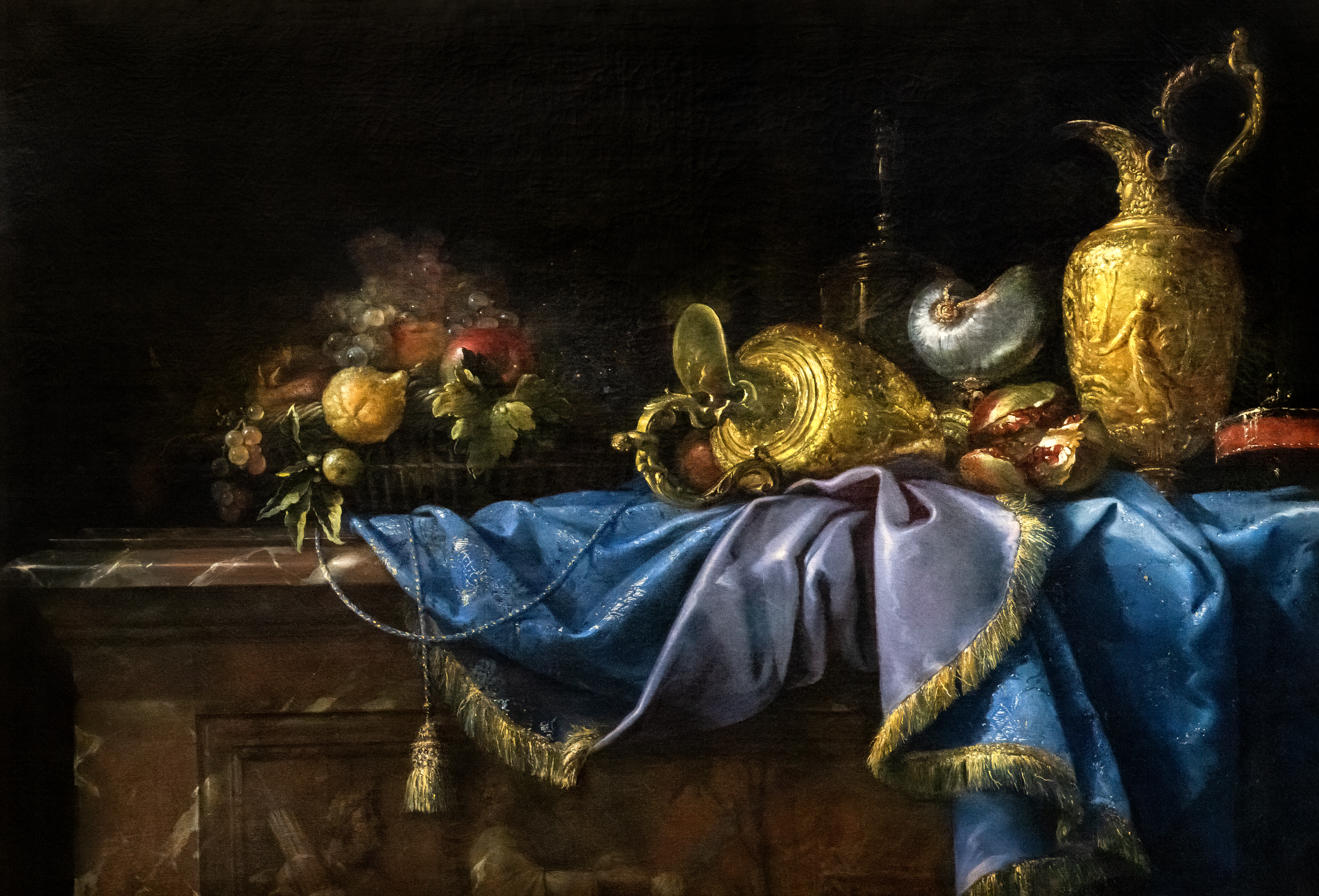
Nature morte,  Musée des Beaux-Arts de Narbonne
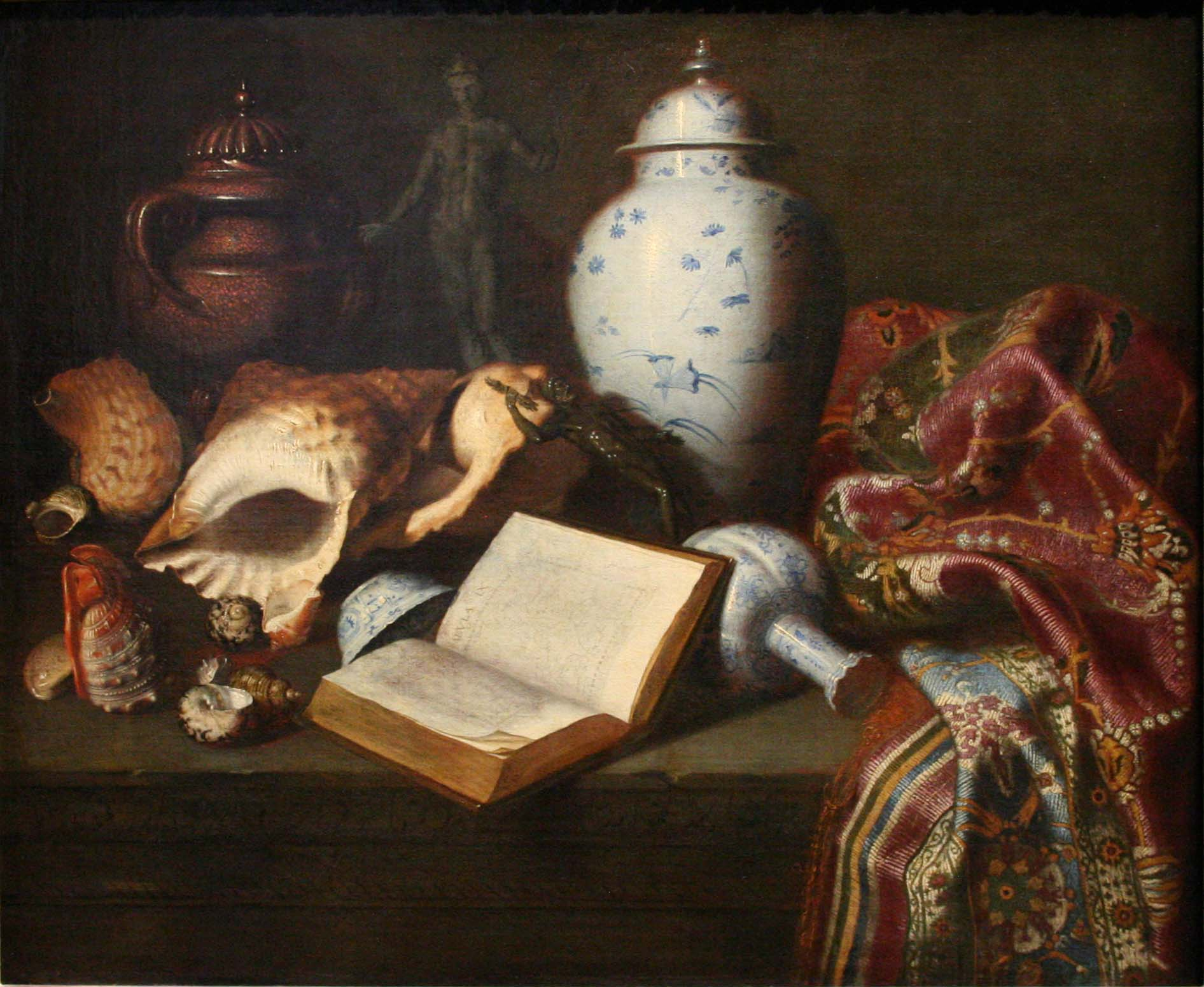
Nature morte au vase de Chine, musée des beaux-arts de Marseille.
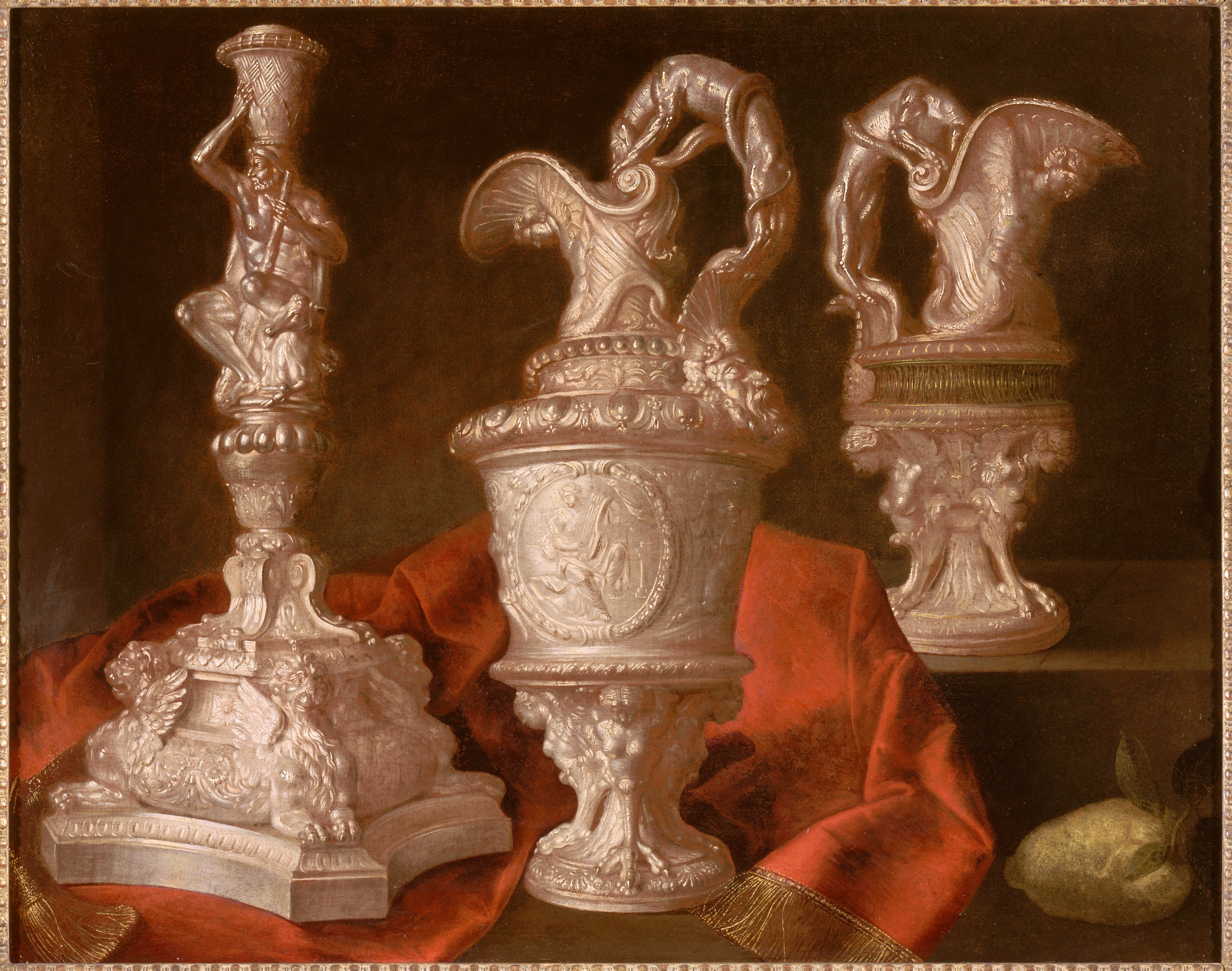
Nature morte au flambeau d'argent, château de Versailles.
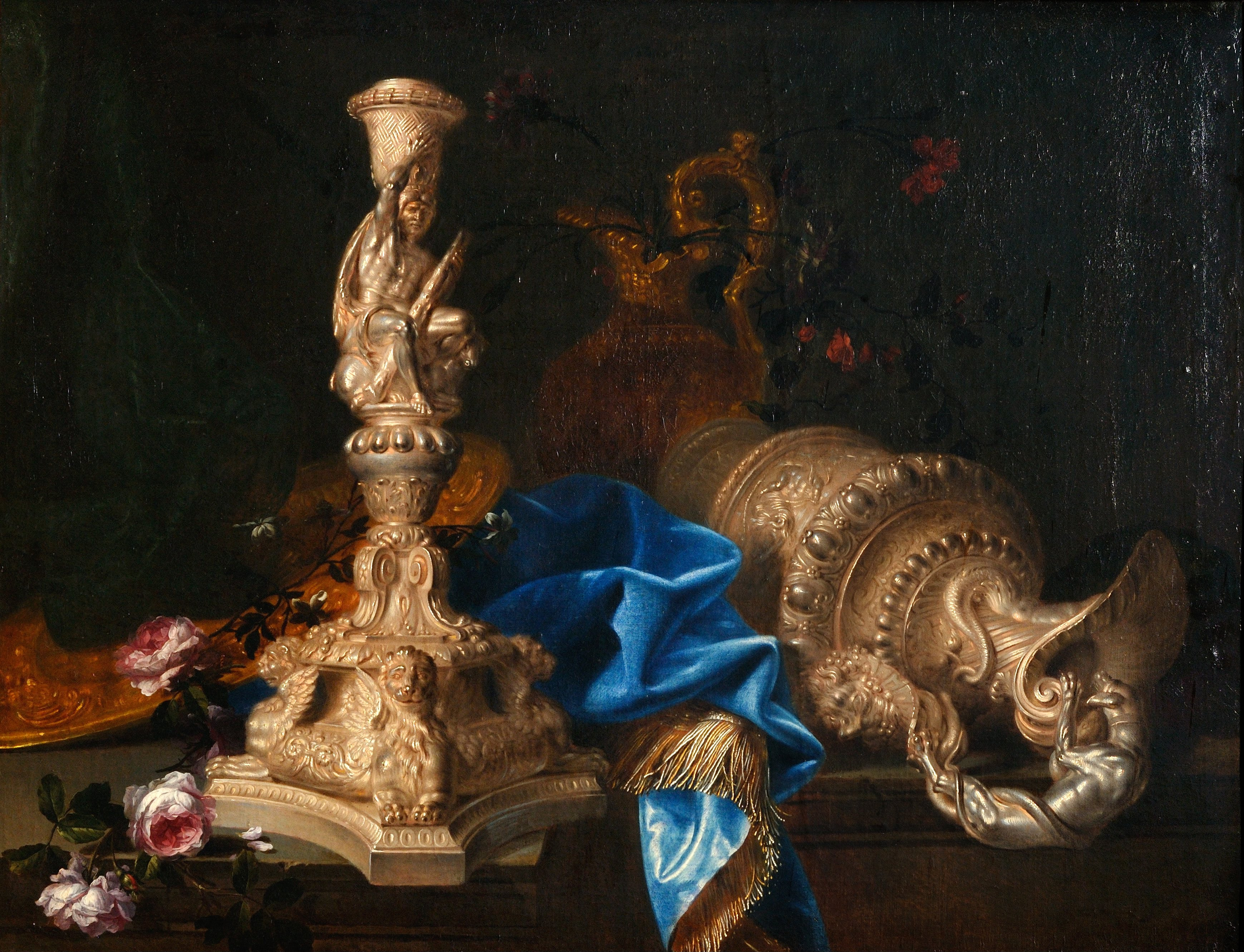
Nature morte avec chandelier “des travaux d'Hercule” et deux aiguières, château de Versailles.